# Maria Karapetian
Maria Karapetian, née le 20 février 1988 à Vanadzor en République socialiste soviétique d'Arménie, est une enseignante, journaliste, féministe et femme politique arménienne.  
Elle est d'abord enseignante à la Quality Schools International à Erevan et journaliste féministe, puis elle milite contre le président Serge Sargsyan et elle est élue en 2018 députée à l'Assemblée nationale d'Arménie, pour le parti du Contrat civil dans l'Alliance « Mon pas ». Elle est féministe, et connue pour son soutien à la communauté arménienne des lesbiennes, gays, bisexuels et transgenres (LGBT).

## Biographie

### Jeunesse, formation
Maria Karapetian naît le 20 février 1988 à Vanadzor, en République d'Arménie alors soviétique. Elle effectue des études supérieures linguistique et communication interculturelle à l'université d'État Brusov à Erevan, où elle obtient sa licence en 2008 puis sa maîtrise en 2010.
Après un début professionnel dans l'enseignement, elle part continuer ses études à Rome en Italie, où elle étudie la coopération internationale, les droits de l'homme et la politique de l'Union européenne à l'université de Rome III de 2013 à 2015,. En parallèle, elle est également acceptée comme élève de la Cittadella della Pace de Rondine, à Arezzo.

### Débuts professionnels
Après avoir obtenu son bachelor, Maria Karapetian travaille comme enseignante à l'école internationale Quality Schools International à Erevan de 2008 à 2013. Comme journaliste, elle fait partie de 2011 à 2018 du comité de rédaction de l'édition Caucasus du Journal of Conflict Transformation ; elle est en même temps directrice du développement et coordinatrice des projets régionaux de l'organisme lié Imagine Center for Conflict Transformation.

### Carrière politique, députée
Le militantisme politique de Maria Karapetian commence avec son opposition au président de la République Serge Sargsyan. De nuit, avec un groupe d'autres militants politiques, elle affiche le slogan Մերժիր Սերժին (« Rejetons Serge ») dans les principales rues d'Erevan en soutien à la révolution arménienne de 2018.
Elle se fait connaître par le discours qu'elle appelle « des Sœurs » dans lequel elle plaide pour l'égalité des droits pour les femmes et les hommes sur la Place de la République à Erevan,. Aux élections législatives de décembre 2018, elle est choisie comme candidate du Contrat civil au sein de l'Alliance « Mon pas » et elle est élue députée à l'Assemblée nationale d'Arménie.